# Universitatea din Pittsburgh

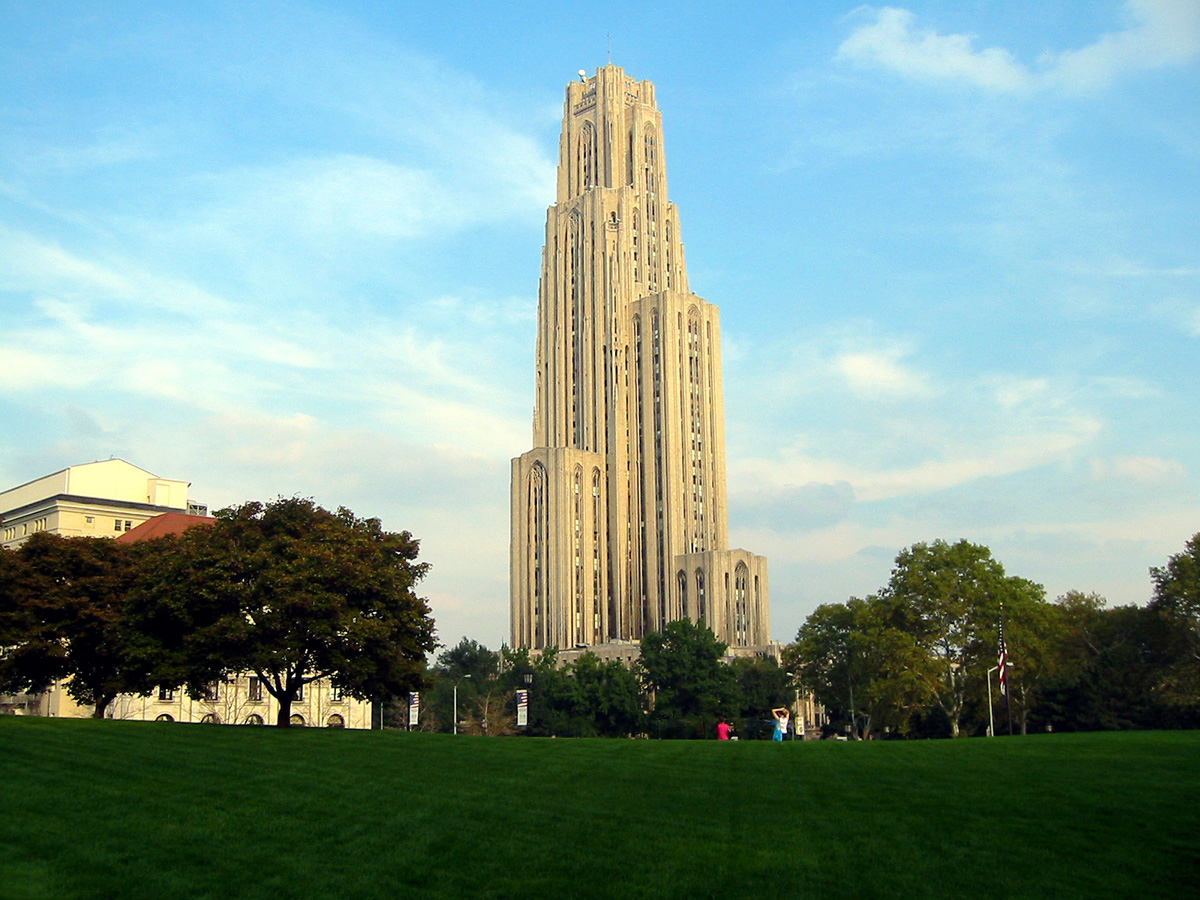
Catedrala Cunoașterii, cu o înălțime de 163 m, a fost construită într-un stil neogotic cu elemente de Art Déco

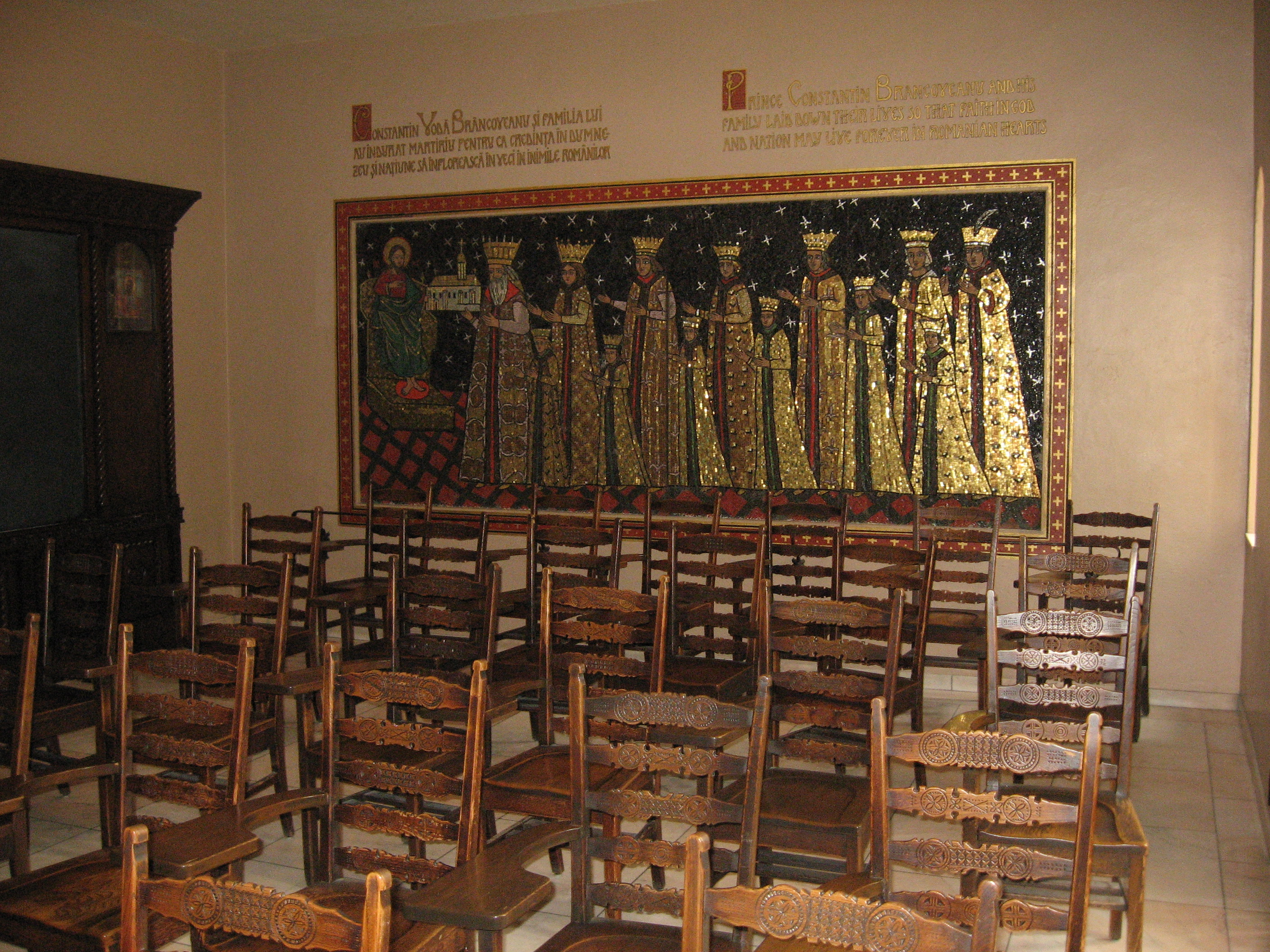
Camera României

Universitatea din Pittsburgh (engleză University of Pittsburgh), foarte adesea Pitt, este o universitate, aflată în orașul Pittsburgh, statul Pennsylvania, Statele Unite ale Americii. A fost întemeiată în 1787. Pitt are peste 4600 de cadre didactice, care predau pentru aproximativ 17400 de studenți și aproximativ de 10100 de studenți la studii post-universitare.